# Stadio Carlo Chiesa
Lo stadio Carlo Chiesa è il principale centro sportivo della città di Sant'Angelo Lodigiano. L'impianto è la sede delle partite interne del Sant'Angelo 1907.

## Struttura
Ha una capienza di 4.100 posti con 2 bar, tribuna scoperta, tribuna coperta e tribuna VIP per giocatori, staff e presidente.
Il 5 febbraio 2023 in occasione della gara casalinga contro la Giana Erminio è stato inaugurato il nuovo settore ospiti con un totale di 112 posti a sedere con una tribuna in acciaio.